# Луганск
Луга́нск (на украински: Луга́нськ – чете се „Луханск“) е град в Източна Украйна, административен център на Луганска област. Преименуван е 2 пъти на Ворошиловград и обратно.

## История
За дата на основаване на града се счита 14 ноември 1795 г., когато е подписан указ на императрица Екатерина II за създаване на първия в южната част на империята леярен завод за производство на оръдия и оръдейни гюлета с цел въоръжаване на корабите и морските крепости на създавания от Русия черноморски флот.
По-важни моменти:
- 1797: възникналото около завода селище е наречено Лугански завод;
- 3 септември 1882: императорът утвърждава постановление на Министерския комитет на Руската империя за основаване на базата на селището Лугански завод на град Луганск;
- 1918: столица на Донецко-Криворожката съветска република в състава на РСФСР;
- 1935: градът е преименуван на Ворошиловград на Климент Ворошилов;
- 3 юни 1938: Луганск става областен център;
- 17 юли 1942 - 14 февруари 1943: окупация на града от германски войски;
- 1958: на града е върнато историческото име Луганск (обосновка - да не се наричат градовете с имена на живи хора);
- 1970: градът отново е преименуван на Ворошиловград;
- 1990: на града е върнато първоначалното му име Луганск.

## География
Разположен е на мястото на сливане на река Лугань с река Ольховая. Разстоянието до Киев е 811 км. Обща площ на града – 28,6 хил. ха.
Климатът е умерено континентален. Горещо лято, средна температура през юли от 21,8 °C до 23,1 °C; студена зима, средна температура през януари от -6 до -8 °C. Валежи годишно 400-500 мм.

## Население
Население – 463 хил. души (преброяване, 2001), при 528,4 хил. през 1998 г. Етнически състав: руснаци - 52,5%, украинци - 41%, беларуси и евреи - по 1%. За роден език считат руския 89% от жителите, а украинския - 11%.
Административно се състои от 4 района:
- Жовтнев (на украински: Октомврийски), 196 943 хил. д. - вкл. гр. Счастье (на украински: Щастие) с права на автономия,
- Артьомовски, 131 383 хил. д. – вкл. гр. Александровск и селище от градски тип Юбилейни,
- Ленински, 89 432 хил. д.,
- Каменнобродски, 45 339 хил. д.

## Икономика
Крупен център на тежката промишленост, особено машиностроенето, в Донбас:
- „Лугансктепловоз“ (или „Луганский тепловозостроительный завод“) - най-големият завод за дизелови локомотиви в Европа,
- по-големи заводи: машиностроителен, автомобилен, „Динамо“, „Углеприбор“, акумулаторен, за тръби.

Производство на строителни материали; лека (тъкани, трикотаж, обувки, облекло), дървообработваща, химико-фармацевтична, хранително-вкусова промишленост.

## Забележителности
- Мемориал „Остра могила“
- Катедрален събор „Свети Владимир“
- Парк–музей на каменни скулптури
- „Луганск-Сити“ – проект за строителство в продължение на 20 години на микрорайон с площ 11,5 ха между центъра на града и железопътната гара; през април 2007 г. започва строежът на мащабен 27-етажен търговско-жилищен център с височина 72 м на стойност около 18 млн. щ. дол.; предвидени са още 30-ина обекта с височина от 9 до 23 етажа; обща застроена площ – 0,5 млн. m².

## Личности
- Владимир Дал - руски лекар, лексикограф, езиковед, етнограф, писател, академик
- Климент Ворошилов – съветски маршал и политик
- Николай Шматко - украински скулптор и художник
- Сергей Бубка – украински състезател по овчарски скок, най-успешният състезател в тази дисциплина
- Фьодор Емеляненко – руски състезател по ММА

## Побратимени градове
- Дацин, Китай
- Кардиф, Уелс, Великобритания
- Люблин, Полша
- Перник, България
- Секешфехервар, Унгария
- Сент Етиен, Франция